# Portneuf-sur-Mer
Portneuf-sur-Mer, innu-aimun Mitinekapits, är en kommun i provinsen Québec i Kanada. Den ligger i regionen Côte-Nord, i den östra delen av landet, 600 km nordost om huvudstaden Ottawa.